# Gare de Matsuda
La gare de Matsuda (松田駅, Matsuda-eki) est une gare ferroviaire du bourg de Matsuda, dans la préfecture de Kanagawa, au Japon. La gare est exploitée par la Central Japan Railway Company (JR Central).

## Situation ferroviaire
La gare de Matsuda est située au point kilométrique (PK) 10,2 de la ligne Gotemba.

## Historique
La gare de Matsuda a été inaugurée le 1er février 1889.

## Service des voyageurs

### Accueil
La gare dispose d'un bâtiment voyageurs, avec guichets, ouvert tous les jours.

### Desserte
- Ligne Gotemba :
  - voie 1 : direction Gotemba ou Shinjuku (services Fujisan)
  - voie 2 : direction Kōzu
  - voie 3 : direction Gotemba et Numazu

### Intermodalité
La gare de Shin-Matsuda de la compagnie Odakyū est située à proximité. Une ligne de raccordement est installée entre les deux gares.